# Царство російського ведмедя
Царство російського ведмедя (англ. BBC: Realms of the Russian Bear, рос. Царство русского медведя) — документальний фільм, серіал BBC, який найповніше репрезентує різноманіття і унікальність природи Росії і Країн Співдружності, створювався понад три роки. У фільмі в ролі ведучого знімався російський вчений-натураліст Микола Дроздов. Оригінал серіалу озвучений Дроздовим англійською мовою, він же виконав російський професійний одноголосий переклад. Прем'єра документального серіалу відбулася 15 листопада 1992 року. Фільм був оцінений світовою спільнотою, а Микола Дроздов удостоєний премії «Золота панда» (своєрідний «Зелений Оскар»).

## 1 серія «Зелена перлина Каспію (англ.Green Jewel of the Caspian)»
«Зелена перлина Каспію (англ. Green Jewel of the Caspian, рос. Зелёная жемчужина Каспия)» — на території Країн Співдружності займає 1/6 частину суші нашої планети і, що перетинає одинадцять часових поясів, охоплює практично половину земної кулі. На півночі ця гігантська територія омивається водами Північного Льодовитого океану: тут знаходиться Тайга — найбільший лісовий масив світу, який простягається по материку від Скандинавії до Тихого океану.

## 2 серія «Небесні гори (англ.The Celestial Mountains)»
«Небесні гори (англ. The Celestial Mountains, рос. Небесные горы)» — на території СНД, що займає 1/6 частину всієї суші, знаходиться кілька великих гірських хребтів, які тягнуться вздовж південних кордонів Країн Співдружності: Алтай, Памір, Тянь-Шань, Кавказ та інші гірські системи. Найвища з них — Тянь-Шань з її гірськими масивами, що включає кілька найвищих вершин планети Земля, що перевищують 7 тисяч метрів: пік Перемоги і Хан-Тенгрі — простягнулася вздовж кордону з Китаєм.

## 3 серія «Червоні пустелі (англ.The Red Deserts)»
«Червоні пустелі (англ. The Red Deserts, рос. Красные пустыни)» — пустельні землі Середньої Азії, на території яких може вміститися практично вся Західна Європа — своєрідний прототип африканської савани, населений замість зебр куланами. Протягом восьми місяців в році пустельні землі Середньої Азії практично безжиттєві через посуху, але в короткий період літнього розквіту ця сувора земля по яскравості і багатоцвіттю не поступається самим пишним тропічним лісам.

## 4 серія «Простори Арктики (англ.The Arctic Frontier)»
«Простори Арктики (англ. The Arctic Frontier, рос. Просторы Арктики)» — на території Росії розкинулися на 6 тисяч кілометрів від Баренцового моря на півночі Норвегії до Берингової моря, що відокремлює Сибір від Аляски. Взимку Російська Арктика — досить сувора і непривітна земля. Однак під променями, що з'явився після полярної ночі сонця, Тундра відтає, забарвлюється ніжними фарбами, населяється тисячами перелітних птахів, які злітаються сюди на короткий арктичне літо зі всього світу.

## 5 серія «Сибір (англ.Siberia: The Frozen Forest)»
«Сибір (англ. Siberia: The Frozen Forest, рос. Сибирь)» — займає більшу частину території Росії. Найхолодніше місце північної півкулі Землі знаходиться в північно-східній частині Сибіру — Якутії. Основна частина Тайги — великого масиву хвойних дерев, що тягнеться від Балтійського моря на заході до тихоокеанських берегів на сході, найбільшого лісу в світі — знаходиться в Сибіру. Крім того, на території Сибіру розташовані басейни трьох великих річок, що тягнуться на 4 тисячі кілометрів до Північного Льодовитого океану: Єнісею, Обі і Лени.

## 6 серія «Народжені вогнем (англ.Born of Fire)»
«Народжені вогнем (англ. Born of Fire, рос. Рождённые огнём)» — понад 30 діючих вулканів, частина так званого вулканічного кільця або області вулканічної активності Тихоокеанського вогняного кільця, розташованої навколо Тихого океану до Південної Америки й Антарктиди. Остання серія документального фільму оповідає про природу вогнедишного півострова Камчатка, який із заходу відділений від материка Охотським морем.